# Ткач Злата Мойсеївна
Злата Мойсеївна Ткач (уродж. Злоте Бейріхман; їд. זלאַטע טקאַטש, рум. Zlata Tcaci; 16 травня 1928, Лозово, Ніспоренський повіт, Бессарабія — 1 січня 2006, Кишинів) — молдовський композитор, педагог. Перша жінка — професійний композитор в Молдові. Заслужений діяч мистецтв Молдавської РСР (1974), лауреат державної премії Молдовської РСР (1982), кавалер ордена Gloria Muncii («Глорія мунчий»), професор державної академії музики, театру і образотворчих мистецтв Молдови.

## Біографія
Злата Ткач (тоді Злота Бейріхман) народилася в бессарабському селі Лозово (нині в Страшенському районі Молдови), де її дід займався виробництвом чорносливу, в єврейській родині викладача гри на скрипці і духових інструментах кишинівської консерваторії «Naţional», випускника кишинівської консерваторії «Уніря» Мойсея Бенціоновича Бейріхмана і його дружини Фрейди (Фані) Менделівни Койфман. Їй не було й двох років, коли сім'я повернулася в Кишинів до батьків матері. Навчалася в румунській початковій школі для дівчаток і у кишинівській румунській гімназії «Regina Maria», з приходом радянської влади в 1940 році перейшла в російську школу, навчалася грі на скрипці під керівництвом батька (в тому числі в музичній школі по класу скрипки М.Б. Беріхмана).
У роки Другої світової війни з матір'ю евакуювалася в Середню Азію, але загубилася в дорозі та одна потрапила до міста Наманган в Узбекистані, де перехворіла на висипний та черевний тиф, була визначена в евакуйований з Дрогобича дитячий будинок і продовжила навчання в середній школі. Тоді ж написала свою першу пісню «Червонофлотці». В 1943 році возз'єдналася з сім'єю і після звільнення міста повернулася в Кишинів.
Навчалася на фізико-математичному факультеті Кишинівського університету (1945), не закінчивши яке вступила на музикознавче відділення Кишинівської консерваторії, яку закінчила в 1952 році. Композицію вивчала у Л.С. Гурова (1910-1993), скрипку — у Й.Л. Дайліса. У 1952-1962 роках викладала в музичній школі і в Кишинівському музичному училищі імені Штефана Няги. У 1957 році продовжила навчання в консерваторії по класу композиції, після закінчення навчання в 1962 році залишена викладачем і продовжувала працювати в консерваторії до кінця життя (з 1986 року — доцент, з 1993 року — професор по класу композиції).
Злата Ткач — перша в Молдові жінка, яка присвятила себе професійному композиторському мистецтву. Її творчість відрізняє широке жанрове розмаїття: концерти, сонати для різних інструментів, струнні квартети, сюїти, вокальні, хорові та інструментальні цикли, кантати і поеми, опери для малої і великої сцени, балет, вокально-хореографічні поеми, інструментальні мініатюри, музика для драматичного театру і кіно, дитячі пісні.
Серед творів: симфонія «Паноптикум», опери-казки «Коза з трьома козенятами» (1966, 2-га редакція 1971, 3-тя редакція — «Вовк-обманщик», 1983), «Ледарка», «Цвітик-семицвітик», «Кухар і боярин», «Маленький принц»; камерні опери «Голуби в косу лінійку» (1974), «Крок у безсмертя» (1985), «Мій паризький дядько» за романом Ауреліо Бусуйока (1987); балет «Андрієш» (за творами Ємеліана Букова, 1979), соната пам'яті Дмитра Шостаковича для альта і фортепіано, концерт для флейти та симфонічного оркестру (1989), концерт для фортепіано у супроводі симфонічного оркестру (2002), вокальні цикли «Пісні з фашистського пекла» і «З молдавської поезії» (1984, оркестровий варіант — 1986), твори для симфонічного оркестру (Бурлеску, Дитяча сюїта, Концерт для скрипки, струнних і литавр, симфонієта «Медитація»), кантати («Пісня про Дністер», «Місто. Сонце. Діти.», «Plai de cânt, plai dor de»), пісні на вірші Міхая Емінеску, Васіле Александрі та ін.
Злата Ткач написала також ряд популярних пісень російською і молдовською мовами, в тому числі «Каселі Молдовей» (Молдавські будинки) і «С-а дус пасэря» (Полетіла птиця) на вірші Грігоре Вієру, «Я б писав музику» на вірші Роберта Рождественського. Естрадні пісні Злати Ткач виконувала Надія Чепрага («Каселі Молдовей» на вірші Грігоре Вієру, «Образ матері» і «Молдова» на вірші Георге Воде, «Цара чя май ку норок» на вірші В. Галайку). Написала музику до кількох мультфільмів кіностудії Молдова-фільм. Першим виконавцем ряду фортепіанних творів композитора була молдавська піаністка Гіта Страхилевич.
В останні роки життя написала ряд творів на єврейську тематику, в тому числі поему-реквієм «Яд ва-Шем» зі словами на їдиші та івриті і сонату-експромт для фортепіано, присвячені пам'яті жертв Голокосту, «Чотири мініатюри з єврейського фольклору» для струнного квартету, монооперу «Поговори зі мною, мама» (за повістю Пауліни Анчел (Борочиної) «Асенька»), пісні на їдиш на вірші єврейських поетів Йосипа Керлера («Ласкаво просимо в Капрешти», слухати тут[недоступне посилання з травня 2019]), Мойше Лемстера («Кадиш» — поминальна молитва, «Вандэрштокс гешихтэ» — «історія палиці» та інші), Шике Дріза (цикли «Дайн гутэр номэн» — твоє добре ім'я і «Тей міт штэрн» — чай з зірками), Люби Вассерман (вокальна поема «Славатич»), Пауліни Анчел («Дус штэйтл Единец» — містечко Єдинці), Лева Берінського, Лейба Квітко і Іхіла Шрайбмана.

## Родина
- Чоловік — видатний молдовський музикознавець Юхим Маркович Ткач (1926, Бєльці, Бессарабія — 2003, Кишинів), в'язень гетто Трансністрії, автор та упорядник книг російською та молдовською мовами «Посібник з елементарної теорії музики» (Кишинів, 1957 і 1961), «Опера Д. Гершфельда Грозован» (Москва, 1960), «Чіпріан Порумбеску» (Кишинів, 1975), «Тимофій Гуртовий» (Кишинів, 1975), «Євген Дога» (Кишинів, 1980), «Димитрій Кантемір. Музичні твори» (Кишинів, 1980) та інших, засновник антифашистського демократичного альянсу Молдови.
- Дядько — молдовський художник-портретист Мендель (Михайло) Соломонович Бейрехман (1908, Ворнічень, Бессарабія, нині Страшенского району Молдови — 2005, Кишинів).

## Твори
- Список творів (рум.)
- Частковий список творів (фр.)

## Нотні видання
- Танец. Кишинёв: Картя молдовеняскэ, 1963.
- Молдавский танец. Кишинёв: Картя молдовеняскэ, 1965.
- Соната для альта и фортепиано. Москва: Советский композитор, 1981.
- Leagăn de mohor (35 фортепианных миниатюр). Кишинёв, 1988.
- «Дайн гутэр номэн» (Имя доброе своё, на идише, с нотами). Вокальный цикл на стихи Шике Дриза. Кишинёв: Лига, 1996.
- Шолом-Алейхем: сборник вокальных сочинений. Кишинёв: Pontos, 2001.
- «Дос глэкэлэ» (колокольчик, на стихи еврейских поэтов на идише, с нотами). Берлин, 2004.
- «Flacăra iubirii» (Пламя любви). Романсы на стихи Агнессы Рошки. Кишинёв: Cartea Moldovei, 2006.

## Спогади
- Англійською мовою (2004) Centropa. Interview by Natalia Fomina.

## Фотогалерея
- Злата (Лота) Ткач (Бейрехман) з матір'ю, 1930
- В 1931 році (Кишинів)
- У 1945 році після повернення в Кишинів
- З майбутнім чоловіком музикознавцем Юхимом Ткачем (другий ліворуч), перший праворуч — Наум Лозняк — скрипаль оркестру п/у Шико Аранова, 1948 рік, Кишинів (Н.Х. Лозняк)
- У студентські роки
- Майбутній музикознавець Юхим Ткач з батьками в Бєльцях, 1928
- Музикознавець Юхим Маркович Ткач, 1962
- Група композиторів у Кишиневі (1964): Злата Ткач, Микола Пейко, Дмитро Шостакович, Юхим Ткач, Аркадій Островський
- Злата Ткач в 1993 році